# Años 900
Los años 900 o década del 900 empezó el 1 de enero del 900 y terminó el 31 de diciembre del 909. 

## Acontecimientos
- Benedicto IV sucede a Juan IX como papa en el año 900,
- León V sucede a Benedicto IV como papa en el año 903.
- Sergio III sucede a León V como papa en el año 904.
- Buzurg Ibn Shahriyar escribe sus relatos de viajes Al aya'ib al-Hind, o Maravillas de la India entre 908 y 953.
- Batalla del Holme
- China, 906. El colapso de la dinastía Tang produce 54 años de desunión cuando el gobierno pasa entre cinco dinastías diferentes. Partes del norte de China están bajo el dominio de diez reinos no chinos.